# تاریخ سوئد

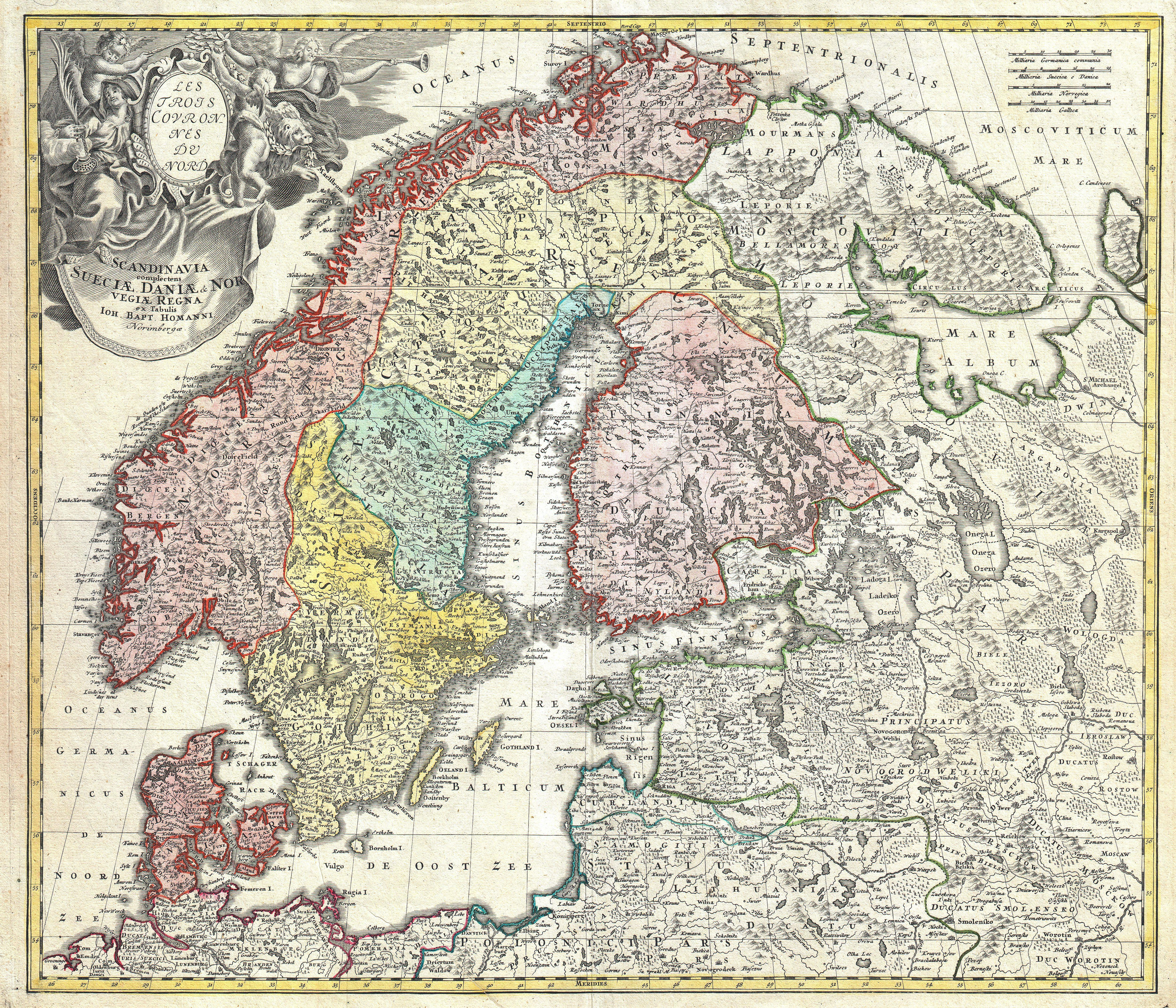
نقشه‌ای که سوئد را در دورهٔ بین سالهای ۱۶۴۸ تا ۱۷۲۱ میلادی نشان می‌دهد. از جان باتیست اومان (۱۷۲۱–۱۶۴۸)

شکل‌گیری سوئد مدرن از اتحاد کالمار در ۱۳۹۷ آغاز شد و تا زمان شاه گوستاف اول سوئد که کشور را در سده ۱۶ متحد نمود ادامه یافت. در سده ۱۷ سوئد سرزمین‌های خود را گسترش داد؛ و امپراتوری سوئد را به وجود آورد. بسیاری از این سرزمین‌های فتح شده به ناچار در طول سده ۱۸ پس داده شدند. در اوایل سده ۱۹ فنلاند و مناطق باقی‌مانده در خارج از شبه‌جزیره اسکاندیناوی از دست رفتند. پس از آخرین جنگ در سال ۱۸۱۴، سوئد به یک اتحاد شخصی با نروژ وارد شد که تا سال ۱۹۰۵ به ادامه داشت. از سال ۱۸۱۴، سوئد در صلح بوده و در زمان صلح سیاست خارجی غیرمتعهد و در زمان جنگ سیاست بی‌طرفی در پیش گرفت.

## پیش از تاریخ: ۹۰۰۰ پیش از میلاد تا ۸۰۰ پس از میلاد
سوئد، مانند کشور همجوارش نروژ، دارای سنگ‌نگاره‌های بسیاری در سراسر کشور است، بیشترین تمرکز این سنگ نگاره‌ها در استان بوهوسلان، اطراف گملبی و وستویک در شهرهای شمالی کالمار می‌باشد. نخستین سنگ نگاره‌ها با قدمتی بیش از ۵۰۰۰ سال قبل از میلاد، در استان یمتلاند یافت می‌شوند. آن‌ها حیوانات وحشی مانند گوزن، خرس و فک را به تصویر کشیده‌اند. دوره ۲۳۰۰–۵۰۰ پیش از میلاد دوره فشرده‌ای از کنده کاری روی سنگ بوده با نقش‌هایی با موضوع کشاورزی، جنگ، کشتی، حیوانات اهلی، و غیره.

## آغاز تاریخ سوئد: ۸۰۰–۱۵۰۰
جستار اصلی: تاریخ سوئد (۸۰۰-۱۵۰۰) 
برای قرن‌ها، سوئدی‌ها به بازرگانانی مشهور بودند که داد و ستدی گسترده دارند. در طول سده‌های ۱۱ و ۱۲ سوئد رفته رفته یک پادشاهی مسیحی یکپارچه گردید که بعدها شامل فنلاند نیز شد. تا سال ۱۰۶۰ پادشاهان اوپسالا به جز بر بخش‌هایی از کرانه جنوبی و باختری، که تا سده ۱۷ تحت حکومت دانمارک بود، بر بیشتر بخش‌های سوئد امروزی حکومت می‌کردند. پس از یک سده جنگ‌های داخلی خانواده سلطنتی جدیدی پدید آمد که پادشاهی را به سود اشراف و نجبا تقویت کرده و به آن‌ها امتیازاتی مانند معافیت از مالیات در ازای خدمت نظامی دادند، فنلاند گرفته شد. سوئد هرگز به حال یک سیستم فئودالی توسعه یافته در نیامد، و دهقانانش هیچگاه در حد رعیت تنزل نیافتند.

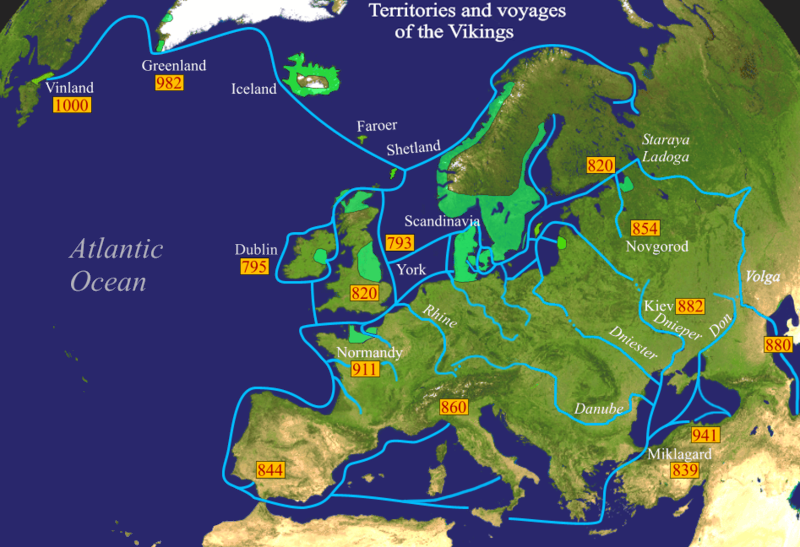
مسیر سفرهای وایکینگها (آبی رنگ)

وایکینگ‌ها از سوئد به روسیه سفر کردند. سرزمین روسیه بزرگ بود و رودخانه‌های قابل کشتیرانی فراوان آن چشم‌انداز خوبی برای داد و ستد و البته گاهگاهی چپاول، ارائه می‌داد. در طول سده نهم میلادی، شهرک‌های اسکاندیناوی بزرگی در خاور دریای بالتیک ساخته شدند.
گذار از بت‌پرستی نورس به مسیحیت روندی پیچیده، آهسته و گاه خشونت‌آمیز بود (معبد اوپسالا را ببینید). به سبب تماس اسکاندیناوی‌ها با ساکسون‌ها در دانلا (Danelaw) انگلستان نخستین منبع اصلی نفوذ دینی بود. راهبان مبلغ ایرلندی نیز در این میان نقش داشتند. به رغم تلاش آنسگار (Ansgar)، نفوذ آلمان در آغاز کمتر آشکار بود اما کم‌کم، به ویژه پس از گرفته شدن انگلستان توسط نورمن‌ها، به عنوان نیروی مذهبی غالب در منطقه پدیدارشد. با وجود روابط نزدیک بین سوئد و اشراف روسیه (نگاه کنید به روس)، هیچ مدرکی از تأثیر ارتدوکس، احتمالاً به خاطر مشکل زبان، وجود ندارد.
حدود سال ۱۰۰۰ میلادی، نخستین پادشاه به حاکمیت شناخته شده در سویلاند و گوتالاند، اولاف اسکوتکنونگ بود، اما دربارهٔ پادشاهانی که دوره سلطنت شان مشخص نیست تاریخ مبهم است. در سده ۱۲، سوئد هنوز هم درگیر کشمکش بین خانواده‌های اریک و اسورکر بود، که با ازدواج یک خانوادهٔ سوم با خانوادهٔ اریک و بر تخت نشستن خاندان فلکونگ به پایان رسید. این سلسله به رفته رفته سوئد پیش از پیمان کالمار را به یک دولت قوی تبدیل کرد، و پادشاه مگنوس چهارم به نروژ و نیز اسکونه فرمانروایی می‌کرد. پس از طاعون سیاه این اتحاد به شدت ضعیف شد و دانمارک اسکونه را گرفت.
در آغاز سده‌های میانه (قرون وسطی) دولت سوئد گسترش یافته و نورلاند و فنلاند را در کنترل خود درآورد. اینکه چگونه این اتفاق روی داده‌است، روشن نیست. در برخی از منابع از جنگ‌های صلیبی شمالی برای مسیحی کردن فنلاندی‌ها نام برده شده ولی این منابع غیرتاریخی هستند. آنچه روشن است این است که این گسترش، تنش با روسیه را برانگیخت، تنشی که به درازای تاریخ سوئد ادامه یافت.
پس از مرگ سیاه و درگیری‌های داخلی در سوئد، مارگارت یکم ملکه دانمارک با تصویب اشراف سوئد، کشورهای شمال اروپا را با اتحاد کالمار در ۱۳۹۷ متحد کرد. تنش مستمر در داخل کشورهای درون اتحادیه کم‌کم به درگیری بین سوئدی‌ها و دانمارکی‌ها در سده ۱۵ انجامید. رقابت بین دانمارک و سوئد دست‌آورد فروپاشی نهایی این اتحاد در سال‌های نخست سده ۱۶ بود.

## سوئد مدرن: ۱۵۲۳

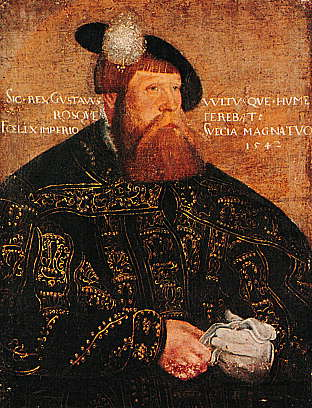
گوستاف واسا (گوستاف یکم) در ۱۵۴۲

جستار اصلی: تاریخ سوئد (۱۵۲۳–۱۶۱۱) 
در سده شانزدهم، گوستاف واسا برای سوئدی مستقل مبارزه کرد، تلاش برای بازسازی اتحاد کالمار را از بین برد و یک سوئد مدرن را پایه‌گذاری کرد. وی در همان هنگام از پاپ و کلیسای رم گسست و کلیسا را اصلاح و بهسازی کرد.
فروپاشی نهایی اتحاد کالمار در آغاز سده ۱۶ رقابتی دیرپا بین نروژ و دانمارک از یک سو و سوئد (شامل فنلاند) از سوی دیگر به ارمغان آورد. اسقف‌های کاتولیک از کریستیان دوم پادشاه دانمارک پشتیبانی کرده بودند، اما گوستاف واسا (۱۴۹۰–۱۵۶۰) او را سرنگون کرد و سوئد (و فنلاند) مستقل شد. گوستاف از اصلاحات پروتستانی برای مهار قدرت کلیسا استفاده کرد و با نام گوستاف یکم در سال ۱۵۲۳ پادشاه سوئد شد. وی در ۱۵۲۷ پارلمان ایالت‌ها (شامل اشراف، روحانیون، شهروندان و دهقانان) را متقاعد کرد تا زمین‌های کلیسا را که شامل ۲۱ درصد از زمین‌های کشاورزی می‌شد، مصادره کنند. گوستاف از اصلاح طلبان لوتری پشتیبانی کرد و مردان خود را به عنوان اسقف گمارد و اشراف مخالفت را با سیاست‌های دینی و تلاش‌های تمرکزگرایی اش سرکوب کرد.
در سال‌های ۱۵۳۸ و ۱۵۵۸ اصلاحات مالیاتی صورت گرفت که به موجب آن مالیات‌های پیچیده کشاورزان مستقل، ساده و قانون‌مند شدند و ارزیابی مالیاتی کشتزارها بر پایهٔ توانایی پرداخت تنظیم شد. درآمدهای مالیاتی تاج و تخت افزایش یافت، اما مهم‌تر از آن سیستم جدید عادلانه تر و قابل قبول تر شد. جنگ با لویبک در سال ۱۵۳۵ اخراج بازرگانان هانزا را که تا آن زمان داد و ستد خارجی را در انحصار داشتند، در پی داشت. با تصدی بازرگانان سوئدی قدرت اقتصادی سوئد به سرعت شکوفا شد و تا سال ۱۵۴۴ گوستاف دارای ۶۰٪ از زمین‌های کشاورزی تمام سوئد شد. سوئد دارای اولین ارتش مدرن در اروپا شد که با سیستم مالیاتی پیچیده و دیوان‌سالاری دولتی پشتیبانی می‌شد. گوستاف پادشاهی سوئد را در دودمان واسا موروثی اعلام کرد. او بر سوئد (۱۵۲۳–۱۶۵۴) و بر لهستان (۱۵۸۷–۱۶۶۸) فرمانروایی کرد.

## آغاز دوران مدرن
جستار اصلی: تاریخ سوئد (۱۶۱۱-۱۶۴۸) 
در طول سده ۱۷ سوئد- فنلاند (با داشتن جمعیتی کمی بیش از ۱ میلیون نفر) پس از پیروزی در جنگ در برابر دانمارک، روسیه و لهستان، به عنوان یک قدرت بزرگ، کنترل مستقیم منطقه بالتیک را که منبع اصلی دانه، آهن، مس، چوب، قیر، کنف و خز برای اروپا بود، در دست گرفت.

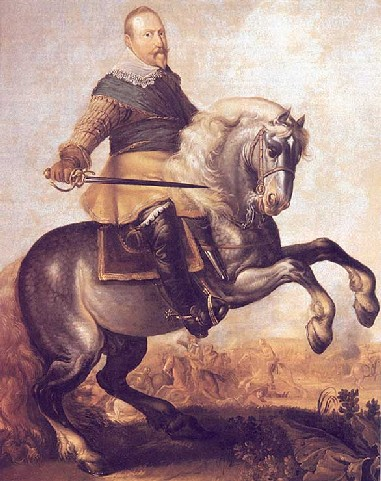
گوستاف آدولف، پیروز در نبرد برتنفیلد، ۱۶۳۱

هنگامیکه در جنگ لیوونی تصمیم گرفته شد تا استونی از سوئد تبعیت کند، سوئد نخستین جای پا را در خارج از قلمرو استان‌های سنتی اش در سال ۱۵۶۱ بدست آورد. در سال ۱۵۹۰ سوئد می‌بایست اینگریا و ککسهولم را به روسیه واگذار کند و زیگیسموند سوم واسا کوشید تا استونی سوئد را در دوک‌نشین لیوونی بگنجاند، قلمرو سوئد کم‌کم در خاور منطقه بالتیک رو به گسترش نهاد. در سری جنگ‌های لهستان- سوئد (۱۶۰۰–۱۶۲۹) و در جنگ اینگریا بین روسیه و سوئد، گوستاف آدولف، اینگریا و ککسهولم (در پیمان استولبوو۱۶۱۷) و نیز لیوونی سوئد (در پیمان آلتمارک، ۱۶۲۹) را باز پس گرفت.
در جنگ سی‌ساله شمال سوئد نقشی تعیین‌کننده در توازن سیاسی و مذهبی قدرت داشت. از نبرد اشترالسوند (۱۶۲۸) و پیمان استتین در پومرانیا (۱۶۳۰)، ارتش سوئد به سوی جنوب امپراتوری مقدس روم پیشروی کرد. در جنگ تورستنون دانمارک و نروژ را از استونی دانمارک، یامتلاند، گوتلاند، هالاند، هاریه دالن، ایدر و سارنا محروم کرد و از پیمان سوند نیز معاف شد ونسبت به برمن- وردن ادعای مالکیت نمود. همه این‌ها در پیمان برومسبرو (۱۶۴۵) گنجانده شد. در سال ۱۶۴۸ سوئد قدرتی تضمینی برای صلح وستفالیا بود، صلحی که جنگ سی ساله را پایان داد و بیشتر بخش‌های برمن- وردن، پومرانیای سوئد و ویسمار را برای سوئد به ارمغان آورد. از سال ۱۶۳۸ سوئد دارای یک مستعمره در امتداد رودخانه دلاور در آمریکای شمالی به نام سوئد جدید بود.

### سوئد به عنوان یک قدرت بزرگ ۱۶۴۸–۱۷۲۱
جستار اصلی: امپراتوری سوئد 

شکل‌گیری امپراتوری سوئد، (۱۵۶۱–۱۶۶۰)

جایگاه سوئد به عنوان یک قدرت بزرگ بدون چالش باقی نماند. پس از جنگ شمالی دوم، در پیمان روسکیلد (۱۶۵۸) توانست کرانهٔ خاوری سوند را در کنترل داشته باشد، و در پیمان اولیوا (۱۶۶۰) قلمرو جنوب خاوری اش توسط قدرت‌های بزرگ اروپایی به رسمیت شناخته شد ولی از گسترش بیشتر در کرانهٔ جنوبی دریای بالتیک منع شد. سوئدی که از جنگ اسکونه تلفات ناچیزی داشت تا حد زیادی مرهون فرانسه بود که دشمنان سوئد را مجبور به پذیرش پیمان‌های فونتن بلو (۱۶۷۹) و سن ژرمن (۱۶۷۹) نمود.
دورهٔ صلحی که در پی آمد به کارل دهم اجازه داد تا اصلاحات انجام داده و در قلمرو ثبات ایجاد کند. او درآمد تاج و تخت را با احیای بزرگ (۱۶۸۰) تثبیت کرد. وی در امور مالی، تجارت، دریایی و زمین تسلیحات داخلی، روند دادگستری، کلیسا و آموزش و پرورش نیز دگرگونی ایجاد کرد.

### جنگ بزرگ شمالی
در سال ۱۷۰۰ روسیه، ساکسونی، لهستان، دانمارک و نروژ با هم متحد شده و به امپراتوری سوئد حمله کردند. شاه جوان سوئد کارل دوازدهم (۱۷۱۸–۱۶۸۲) در سال‌های نخست جنگ بزرگ شمالی به پیروزی‌هایی دست یافت که از همه چشمگیرتر پیروزی بر روسیه در نبرد ناروا(Narva) و برنامه جنگی اش برای یورش به مسکو و واداشتن روس‌ها به صلح بود.
روس‌ها در نبرد پولتلوا (Poltava) در ژوئن ۱۷۰۹ به پیروزی رسیدند و بخش بزرگی از ارتش خسته سوئد را اسیر کردند. کارل دوازدهم و باقیماندهٔ ارتشش از سوئد دور شده و به قلمرو عثمانی در جنوب گریختند، جایی که او سه سال در آن به سر برد و از رفتن خودداری کرد تا زمانی‌که میزبانش پذیرفت که به او در جنگ با تزار روس، پتر اول بپیوندد. وی برای وادار کردن دولت سرسخت عثمانی به پیروی از سیاستش، از اردوگاهش در قسطنطنیه یک شبکه قدرتمند سیاسی تأسیس کرد که حتی مادر سلطان نیز به آن پیوسته بود. پافشاری کارل کارگر بود و نیروهای عثمانی ارزیابی ارتش پتر را آغاز کردند. با این حال، ناکامی ترک‌ها در به دست آوردن پیروزی‌های بیشتر خشم کارل را برانگیخت و از آن پس رابطه اش با دولت عثمانی تیره شد. هم‌زمان رفتار سربازانش بدتر شد. در مولداوی سربازان سوئدی اقدام به ویرانی، دزدی، تجاوز و قتل کردند که ناشی از نبود نظم بود و این وضعیت برای مردم محلی غیرقابل تحمل شد. در همین حال دوباره در شمال، سوئد توسط دشمنانش مورد تاخت و تاز قرار گرفت. کارل در سال ۱۷۱۴ به خانه بازگشت، زمانی‌که برای بازگرداندن امپراتوری از دست رفته و میهن فقیرش دیر شده بود. او در سال ۱۷۱۸ در گذشت.
در پیمان‌های صلحی که در پی آمد، نیروهای متفقین که پروس و انگلستان و هانوفر نیز به آن‌ها پیوسته بودند، به امپراتوری سوئد به عنوان یک قدرت بزرگ پایان دادند و روسیه بر شمال مسلط شد. پارلمان خسته از جنگ به خواست قدرت‌های جدید گردن نهاد و قدرت پادشاه را تا اندازهٔ یک پادشاه مشروطه کم کرد و قدرت در دست یک دولت غیرنظامی قرار گرفت که پارلمان کنترلش می‌کرد. «عصر آزادی» آغاز شد و اقتصاد با تکیه بر صادرات آهن و چوب به بریتانیا بازسازی شد.
دوران فرمانروایی کارل بحث‌برانگیز است؛ تاریخ نویسان سردرگم اند که چرا این نابغهٔ نظامی زیاده خواهی کرد و سوئد را ناتوان گردانید. اگر چه بیشتر تاریخ نویسان اول سدهٔ ۱۹ تمایل به پیروی از راهنمایی‌های ولتر در ستایش پادشاه جنگجو داشتند، دیگران او را به عنوان یک متعصب، قلدر، و جنگ طلب و خونخوار مورد انتقاد قرارداده‌اند. دیدگاهی میانه، فرمانروایی نظامی نشان می‌دهد که بسیار تواناست و ویژگی ناسزاگویی بارها به خوبی به او کمک کرده اما در پیگیری ماجراجویی‌های خارجی پایگاه خود در سوئد را نادیده گرفته‌است. حزبی از اشراف، که خود را «کلاه» می‌نامیدند، با یادآوری قدرت از دست رفتهٔ سوئد که رؤیای انتقام روسیه را داشتند بر کشور از سال ۱۷۳۹ تا ۱۷۶۵ حکومت کرد. آن‌ها در سال‌های ۱۷۴۱، ۱۷۵۷، ۱۷۸۸ و ۱۸۰۹، درگیر جنگ شدند که نتایج کم و بیش فاجعه باری داشت چون پس از هر شکست سوئد، نفوذ روسیه گسترش یافت.

### عصر روشنگری
سوئد به فرهنگ روشنگری در هنر، معماری، دانش و آموزش پیوست. قانون جدیدی در ۱۷۶۶ برای نخستین بار پایهٔ آزادی مطبوعات را بنا نهاد که یک گام قابل توجه به سوی آزادی باورهای سیاسی بود. فرهنگستان علوم در سال ۱۷۳۹ و فرهنگستان ادبیات، تاریخ و آثار باستانی در سال ۱۷۵۳ تأسیس شدند. رهبر برجسته فرهنگی کارل لینه (۱۷۰۷–۱۷۷۸) بود که کارهایش در زیست‌شناسی و مردم نگاری تأثیر بزرگی بر دانش اروپایی گذاشت.
پس از نیم سده، سلطه پارلمان بسر آمد. شاه گوستاف سوم (۱۷۴۶–۱۷۹۲) در سال ۱۷۷۱ به تخت نشست، و در سال ۱۷۷۲ با پشتیبانی فرانسوی‌ها و با یک کودتا، به عنوان یک «مستبد روشنفکر» آغاز به حکومت کرد. دورهٔ آزادی و حزب‌های سیاسی برآشفته و تندخو پایان یافت. او که باهوش و فرهیخته بود، حامی هنر و موسیقی شد. با قوانین او بوروکراسی اصلاح و ارزش پول رایج بهتر شد، داد و ستد گسترش یافت و توان دفاعی کشور پیشرفت کرد. جمعیت به ۲ میلیون نفر رسیده بود و کشور کامیاب بود، اگر چه اعتیاد به الکل شایع و یک مشکل اجتماعی رو به رشد بود. هنگامی که گوستاف در جنگ با روسیه ضعیف عمل کرد، اشراف که از تلاش او به سود کشاورزان روستایی در محدود کردن حقوق ویژهٔ آن‌ها خشمگین بودند، با توطئه‌ای او را ترور کردند.
پادشاهی مطلقه ادامه یافت تا اینکه شکست در جنگ‌های ناپلئون، سوئد را مجبور کرد که در سال ۱۸۰۹ فنلاند را به روسیه به واگذار کند.

### مستعمره‌ها و برده داری
سوئد تجربهٔ کمی در مستعمره‌های دوردست داشت که می‌توان از سوئد نو در آمریکا درسال‌های ۱۶۴۰ نام برد. سوئد جزیره کوچک سن بارتلمی را از فرانسه در سال ۱۷۸۴ خرید، و سپس آن را در سال ۱۸۷۸ دوباره به فرانسه فروخت. بخشی از ساکنان جزیره برده بودند که دولت سوئد آن‌ها را در سال ۱۸۴۷ آزاد کرد.

### آغاز شهرنشینی
بین سال‌های ۱۵۷۰ و ۱۸۰۰ سوئد در دو دوره توسعه شهری داشت، یکی در سال‌های ۱۵۸۰تا۱۶۹۰ و دیگری میانهٔ سده ۱۸ که یک دورهٔ رکود نسبی از ۱۶۹۰ تا حدود ۱۷۲۰ این دو را از هم جدا کرد. دورهٔ نخست پویا تر بود و شامل افزایش درصد ساکنان شهر استکهلم بود که یک الگوی قابل مقایسه با افزایش جمعیت شهری در سایر شهرهای بندری و پایتختهای اروپایی بود. چند شهر کوچک جدید نیز در این دوره ساخته شد. افزایش جمعیت در شهرهای کوچک در شمال و باختر در دوره دوم رشد شهری در حدود سال ۱۷۵۰ صورت گرفت که پیامد تغییر جهت داد و ستد سوئد از منطقه بالتیک به اقیانوس اطلس شمالی بود.

## سده نوزدهم

### از دست دادن فنلاند: ۱۸۰۹
فنلاند در جنگی که از فوریه ۱۸۰۸ تا سپتامبر ۱۸۰۹ به طول انجامید به روسیه واگذار شد.
به عنوان یک نتیجه از توافق صلح فنلاند دوک‌نشین تبدیل شد که به‌طور رسمی توسط تزار روسیه اداره می‌شد ولی بخشی از روسیه نبود.

### اتحاد با نروژ

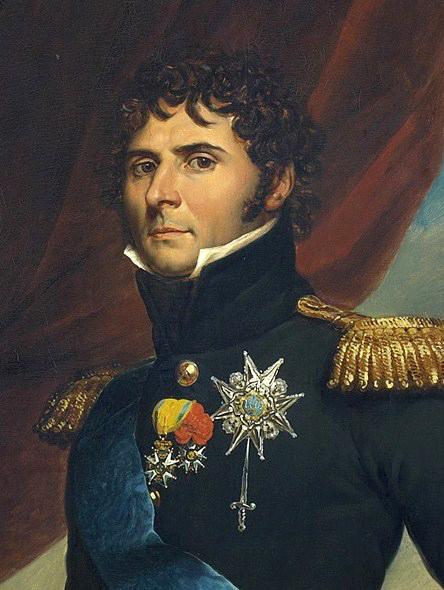
کارل جان (برنادوت)، که با استقلال نروژیها مخالف بود

در سال ۱۸۱۰ یک ژنرال فرانسوی به نام ژان باپتیست برنادوت که یکی از ژنرال‌های رده بالای ناپلئون بود، توسط پارلمان ایالتها به عنوان شاهزاده کارل برگزیده شد. در سال ۱۸۱۳، نیروهای برنادوت به دشمنان ناپلئون پیوستند و دانمارکی‌ها را در برونهود شکست دادند. در پیمان کیل، دانمارک سرزمین نروژ را به پادشاه سوئد واگذار کرد. با این وجود نروژ اعلام استقلال کرد، یک قانون اساسی به تصویب رساند و پادشاهی جدید برگزید. سوئد به نروژ حمله کرد تا او را به انجام مفاد پیمان کیل مجبور نماید. این آخرین بار بود که سوئد درگیر یک جنگ می‌شد. پس از جنگی کوتاه، صلح بین دو کشور برقرار شد. با اینکه هردو کشور یک پادشاه داشتند نروژ کمابیش مستقل از سوئد بود، به جز امور خارجی که در کنترل سوئد بود. هنگامی که سوئدی‌ها اجازه ندادند که نروژ دیپلمات‌های خود را داشته باشد، نروژی‌ها فرمانبرداری از پادشاه سوئد را نپذیرفتند (در سال۱۹۰۵) و پادشاه خود را برگزیدند.
در دوران فرمانروایی کارل چهاردهم (۱۸۱۸–۱۸۴۴)، نخستین مرحله از انقلاب صنعتی به سوئد رسید. این نخستین خیزش در آهنگریها، کارگاهای کوچک نساجی و کارخانه‌های چوب بری روستایی پایه‌ریزی شد.
پیدایش مطبوعات مخالف، لغو انحصارات صنفی در تولید و داد و ستد به منظور حمایت از شرکت‌های آزاد، زمینه‌سازی برای انتخابات و اصلاحات مالیاتی، راه‌اندازی یک خدمت نظامی ملی، و افزایش شمار رای‌دهندگان به سه حزب اجتماعی اصلی حزب دموکرات، حزب لیبرال و حزب میانه‌رو (محافظه کار)، از مشخصه‌های سده ۱۹هستند.

### مدرنیزه شدن سوئد
بین سال‌های ۱۸۶۰ و ۱۹۱۰ سوئد مانند ژاپن و درست هم‌زمان با این کشور از یک جامعه راکد روستایی به یک جامعه صنعتی پر جنب و جوش تغییر کرد. اقتصاد کشاورزی رفته رفته از روستای اشتراکی به کشاورزی خصوصی که کارآمدتر بود تبدیل شد. نیاز کمتر به نیروی کار در کشتزارها موجب شد تا بسیاری به شهرها رفتند، و در حدود ۱ میلیون سوئدی بین سال‌های ۱۸۵۰ و ۱۸۹۰ به آمریکا مهاجرت کرند. برخی از آن‌ها که بازگشتند از بهره‌وری بالاتر صنعت آمریکا سخن گفتند که این انگیزه‌ای شد برای حرکت سریعتر به سوی نوسازی.
در سال ۱۸۷۳، سوئد و دانمارک اتحادیه پولی اسکاندیناوی را تشکیل دادند.

### بهداشت
حدود سال ۱۸۱۰کاهش پایدار نرخ مرگ و میر در سوئد آغاز شد. میزان مرگ و میر در این دوره برای مردان و زنان در سن کار یکسان نیست که بر می‌گردد به افزایش بیش از حد مرگ مردان در سال‌های نیمه اول این سده. پیش از سال ۱۸۰۰ میزان مرگ نوزادان و کودکان بالا می‌باشد. بیماری آبله مرگ کودکان بین سن یک تا چهار سال را به بالاترین میزان در سال‌های ۱۷۷۰ تا ۱۷۸۰ رسانید که پس از آن کم شد. از دیگر دلایل آمار بالای مرگ در این بازهٔ زمانی بیماری‌های مربوط به هوا، خوراک، آب است که این هم در آغاز سدهٔ ۱۹ کمتر شد. کاهش بیماری‌های گوناگون در این زمان محیطی بهتر برای افزایش مقاومت کودکان در برابر بیماری‌ها ایجاد کرد که مرگ و میر آن‌ها را به گونهٔ چشمگیری کاهش داد.

## سده بیستم

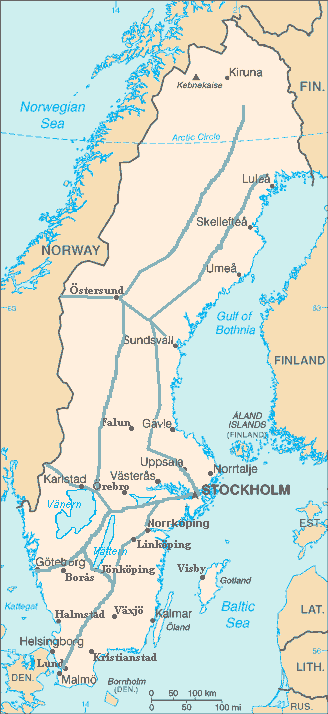
راه‌آهن اصلی ساخته شده بین سالهای ۱۸۶۰ تا ۱۹۳۰.

با آزادی حق رأی، سه حزب سیاسی عمده - سوسیال دموکرات، لیبرال و میانه‌رو در سوئد پدیدار شدند. احزاب برای گسترش حق رأی به بحث پرداختند. حزب لیبرال، از طبقه متوسط در سال ۱۹۰۷ برنامه‌ای را برای حق رأی محلی پیش می‌برد که بعداً در پارلمان پذیرفته شد، بیشتر لیبرال‌ها بر این باور بودند که داشتن دارایی و اموال باید پیش شرط برخورداری حق رأی باشد. سوسیال دموکرات‌ها طرفدار حق رأی بی‌قید و شرط برای مردان بودند. نمایندگان کشاورزان در مجلس عوام پارلمان ایالتها دیدگاهی محافظه کارانه‌ای داشتند اما پس از سال ۱۹۰۰ مخالفت با حق رأی بدون شرایط کم‌کم به پایان رسید.
کیش و دین نقش مهمی داشت اما آموزش مذهبی در مدارس دولتی از آموزش دستور مذهبی لوتری به آموزه‌های اخلاقی کتاب مقدس تغییر کرد.

### صنعتی شدن: ۱۹۱۰–۱۹۳۹
سوئد در جنگ جهانی اول در جنگ بی‌طرف بود. در سال‌های جنگ و دههٔ ۱۹۲۰ صنایعش رو به گسترش نهاد تا آنجا که کشورهای اروپایی خریدار آهن، بلبرینگ، خمیر چوب و کبریت سوئد شدند. شکوفایی پس از جنگ زمینه‌ساز بنیان‌گذاری سیاست‌های رفاه اجتماعی سوئد مدرن شد.
سیاست خارجی در دههٔ ۱۹۳۰ بر توسعه طلبی اتحاد جماهیر شوروی و آلمان متمرکز بود، که موجب تلاش‌های نافرجام در همکاری‌های دفاعی شمال اروپا شد. در طول جنگ جهانی دوم سوئد سیاست بی‌طرفی را دنبال کرد در هم‌اکنون نیز عضو جنبش عدم تعهد است.

### دولت رفاه
به دلیل همکاری منحصر به فرد رهبران کارگری، سیاستمداران، و طبقه‌های اجتماعی در طول دوره اولیه توسعه سوسیال دموکراسی، سوئد یک مدل موفق از سوسیالیسم دموکراتیک بنا کرد. از آنجا که رهبران سوسیالیست سوئد در مراحل اولیه صنعتی شدن سوئد و پیش از توسعه کامل طبقهٔ متوسط و با حمایت فراگیر مردم، سیاستی اصلاح طلبانهٔ میانه‌رو در پیش گرفتند، سوئد از چالش‌های شدید و دسته‌بندی سیاسی و طبقاتی که بسیاری از کشورهای اروپایی که به توسعه سیستم‌های سوسیال دموکراتیک پس از ۱۹۱۱ اقدام نمودند، گرفتار شدند، در امان ماند. با برخورد به موقع، هماهنگ و مؤثر با چالش‌های صنعتی شدن و تأثیر آن در ساختار اجتماعی، سیاسی، و اقتصادی سوئدی، سوسیال دموکراتهای سوئد توانست یکی از موفق‌ترین سیستم‌های سوسیال دموکراسی در جهان را ایجاد کند، که دولت رفاه است و هم آزادی‌های مدنی حفظ می‌شود.
هنگامی که حزب سوسیال دموکرات سوئد در سال ۱۹۳۲ به قدرت رسید، رهبران آن فرایند جدیدی در تصمیم‌گیری‌های سیاسی بکار گرفتند که بعدها به نام " مدل سوئدی " شناخته شد. این حزب نقش محوری داشت، اما سعی می‌کرد تا آنجا که ممکن بود سیاستش را بر پایه درک متقابل و سازش بنا کند. گروه‌های ذی‌نفع همیشه در کمیته‌های رسمی که پیش از تصمیم‌گیری‌های دولت برگزار می‌شد شرکت داشتند.

### سیاست خارجی ۱۹۲۰–۱۹۳۹
سیاست خارجی در دههٔ ۱۹۳۰ بر توسعه طلبی اتحاد جماهیر شوروی و آلمان متمرکز بود، که موجب تلاش‌های نافرجام در همکاری‌های دفاعی شمال اروپا شد. سوئد سیاست بی‌طرفی در طول جنگ جهانی دوم (هر چند هزاران نفر از داوطلبان سوئد در جنگ زمستانی در برابر شوروی جنگیدند) در پیش گرفت، با این حال، اجازه داد تا سربازان آلمانی از مسیر خاک سوئد برای اشغال همسایه‌اش، نروژ، گذر کنند و فولاد و بلبرینگ مورد نیاز رژیم نازی را فراهم کرد.

### سوئد در جنگ جهانی دوم
سوئد در جنگ جهانی دوم بی‌طرف ماند، و از سرنوشت اشغال نروژ بر حذر ماند. رویداد مهم تهاجم آلمان به روسیه در ژوئن ۱۹۴۱ بود و خواسته شد تا گذر نیروهای آلمان از راه خاک سوئد و با استفاده از راه‌آهن این کشور انجام شود. سوئد موافقت کرد.
تاریخنگاری غالب برای چندین دهه پس از جنگ هولوکاست را نادیده گرفته و استدلال "دولت واقع گرای کوچک " را بکار برده‌است. این باور وجود داشت که بی‌طرفی و همکاری با آلمان برای زنده ماندن ضروری است. سازش‌ها محدود بودند و تنها زمانی‌که تهدید بزرگ بود، انجام می‌شد. سیاست بی‌طرفی سست شد اما شکسته نشد. برای سوئد از همه مهم‌تر پیوستگی ملی بود و در هر صورت این کشور حق بی‌طرفی برای داد و ستد با آلمان را داشت. آلمان به آهن سوئد نیاز داشت و هیچ چیزی برای پیشروی نداشت و با هر حمله آهن بسیاری از دست می‌داد. کشور را دولت وحدت ملی اداره می‌کرد که شامل همه احزاب عمدهٔ پارلمان ایالتها بود. رهبران کلیدی نخست‌وزیر آلبین هانسون، پادشاه سوئد گوستاف پنجم و وزیر امور خارجه کریستین گونتر بودند.
کمک‌های انسان دوستانه به یهودیانی که با خطر هولوکاست روبرو بودند مأموریت دیپلمات سوئدی رائول والنبرگ بود. وی برای هماهنگ‌کردن کمک‌های انسان دوستانه برای یهودیان اروپا از ۱۹۴۴به عنوان نمایندهٔ هیئت سوئد در مجارستان بود. او به نجات ده‌ها هزار نفر از یهودیان در مجارستان تحت اشغال نازی‌ها در اواخر سال ۱۹۴۴ کمک کرد. رائول والنبرگ در ژانویه ۱۹۴۵ ناپدید شد، و گمان می‌رود که در زندان شوروی در سال ۱۹۴۷ درگذشته باشد.

### پس از جنگ سوئد: ۱۹۴۵
سوئد یکی از نخستین کشورهایی بود که درگیر جنگ جهانی دوم نشد و به سازمان ملل متحد پیوست (در سال ۱۹۴۶). علاوه بر این، این کشور همیشه از ائتلاف‌ها دوری گزید و در تمام دوران جنگ سرد به‌طور رسمی بی‌طرف ماند و هرگز به ناتو نپیوست.
حزب سوسیال دموکرات برای ۴۴ سال قدرت را در دست داشت (۱۹۳۲–۱۹۷۶) و بیشتر دههٔ ۵۰ و ۶۰ را صرف ساختن «خانهٔ مردم» (Folkhemmet)، دولت رفاه سوئد کردند. صنعت سوئد از جنگ آسیب ندید و در جایگاهی بود تا در دهه‌های پس از ۱۹۴۵ به بازسازی اروپای شمالی کمک کند. این به شکوفایی اقتصادی در دوران پس از جنگ انجامید که سیستم رفاه را امکان‌پذیر کرد.
در دههٔ ۱۹۷۰اقتصاد اروپای غربی، به ویژه آلمان غربی به سرعت رو به رشد بود، ولی اقتصاد سوئد، دچار رکود بود. بسیاری از اقتصاددانان بزرگی بخش دولتی متکی به مالیات را مقصر می‌دانستند.
در سال ۱۹۷۶، سوسیال دموکرات‌ها اکثریت را از دست دادند. در انتخابات پارلمانی سال ۱۹۷۶ ائتلاف لیبرال/ دست راستی را به قدرت رساند. در طول شش سالی بعد، چهار دولت بر سر کار آمدند که ترکیبی از همه یا برخی از احزابی بودند که در سال ۱۹۷۶ به پیروز دست یافته بودند. چهارمین دولت لیبرال در این سال‌ها همواره مورد حملهٔ سوسیال دموکراتها، سندیکاها و حزب میانه‌رو بود که به قدرت رسیدن دوبارهٔ سوسیال دموکرات‌ها در سال ۱۹۸۲ را در پی داشت.
در طول جنگ سرد سوئد رویکردی دوگانه داشت، سیاست بی‌طرفی با جدیت دنبال می‌شد، اما با ایالات متحده، نروژ، دانمارک، آلمان غربی و دیگر کشورهای ناتو پیوند نزدیکی داشت با امید به اینکه در صورت حمله شوروی به سوئد، آمریکا جنگ‌افزارهای متداول و اتمی اش را بکار گیرد. این کشور توانایی پدافندی خود را در برابر تهاجم آبی خاکی حفظ کرده و آن را با ساخت جنگنده‌های میانبرد سوئدی تقویت کرد.
در آغاز دههٔ ۱۹۶۰ زیردریایی‌های اتمی ایالات متحده مجهز به موشک‌های هسته‌ای میانبرد پولاریس در فاصله‌ای نه چندان دور از کرانه‌های باختر سوئدی مستقر شدند. با توجه به مسافت و ملاحظات محدوده ایمنی این منطقه جای خوبی برای یک حمله تلافی جویانه هسته‌ای علیه مسکو بود. آمریکا مخفیانه به سوئد تضمین امنیتی نظامی داد که در صورت تجاوز شوروی نیروی نظامی به کمک به این کشور بفرستد. به عنوان بخشی از همکاری‌های نظامی ایالات متحده در بهسازی ساب ۳۷ ویگن کمک‌های زیادی کرد، چرا که برای دور نگه داشتن هواپیماهای ضد زیردریایی شوروی از منطقه پرتاب موشک، نیروی هوایی قوی سوئد لازم بود. در عوض دانشمندان سوئدی در مؤسسه سلطنتی فناوری، در افزایش کارکرد هدف‌گیری موشک‌های ستاره قطب پولاریس کمک‌های شایانی نمودند.
کشته شدن اولاف پالمه، نخست‌وزیر و رهبر سوسیال دموکرات و سوئد در تاریخ ۲۸ فوریه سال ۱۹۸۶، مردم را در شگفتی و اندوه فرو برد.
در آغاز دهاهٔ ۱۹۹۰ بار دیگر یک بحران اقتصادی رخ داد، با نرخ بالای بیکاری که بسیاری از بانک‌ها و شرکت‌ها ورشکسته شدند. چند سال پس از پایان جنگ سرد در سال ۱۹۹۵، سوئد عضو اتحادیه اروپا شد، و واژهٔ قدیمی " سیاست بی‌طرفی " دیگر بدون کاربرد شد.
در یک همه‌پرسی که در سال ۲۰۰۳ برگزار شد، سوئدی‌ها تصمیم گرفتند تا یورو را به عنوان واحد پول رسمی کشور نپذیرند.